# 行動銷售時點情報系統
行動銷售時點情報系統（mobile point of sale，簡稱mPOS），透過智慧型手機、平板電腦或無線裝置來執行收銀機和電子銷售時點情報系統終端的功能。是因應行動裝置普及而設置的支付平台，主要將行動電話或平板電腦，變為信用卡收單裝置，經由刷卡或晶片插卡等方式，提供商店信用卡付款服務。mPOS一般運用於運用於服務業和銷售產業，透過應用程式(app)的安裝，可以讓任何的智慧型手機或平板電腦執行收銀機的功能。根據軟體的不同，mPOS系統可以運作成獨立的設備，並且允許將交易資料儲存於雲端，防止資料儲存於設備當中可能造成的遺失風險。目前的行動銷售時點情報系統主要有PayPal、LAVU、Square、Intuit、QLiEER 客立樂、Weiby i Store 微碧智慧店面、VeriFone。

## 應用

### 醫療產業
將醫藥進、銷、存或管理系統與物流管理資訊系統通過中小企業物流數據管理基交換平台與總公司工廠、自營藥房、連鎖加盟店聯繫起來，使不同營銷場所的藥品入庫、出庫、退貨、盤點、銷售等都可以有依據參考，並可隨時接受國家藥品監管系統的指示。在移動醫藥POS系統中的自營店和OTC店和總公司之間共享數據庫完成確實的數據交換，醫藥連鎖經營管理執行平台可以實行通過數據庫查詢總公司的各類管理工作。總估斯可以借助網路連結，透過醫藥連鎖企業的網路管理資訊系統平台和監控藥品的物流狀態。

### 餐飲產業
從前台的點餐、桌位安排、結帳，到後台的報表處理、進銷貨庫存管理，透過移動式的POS系統，避免餐廳內的流程受到傳統收銀機固定位置的限制，同時可以使餐廳內點餐和用餐的速度增加，提高餐飲產業的經營效率。餐飲產業行動銷售時點情報系統廠商主要有POSCUBE、AirREGI、Lavu POS、Lightspeed、客立樂 POS、iCHEF、微碧智慧店面、JabezPOS。

## 資料來源
1. ↑  Margaret Rouse,SearchCIO,http://searchcio.techtarget.com/definition/mPOS-mobile-point-of-sale （页面存档备份，存于）
2. 1 2  劉鋒、張鐵、劉波、高威，移動POS在醫藥連鎖經銷中的應用，中国自动识别技术，2008年05期 ，P100-101。
3. ↑   何佩珊，這群年輕人 要當小餐廳的營運軍師，今周刊955期，2015.04.09。